# Arianna Errigo
Arianna Errigo (* 6. Juni 1988 in Monza) ist eine italienische Fechterin in der Waffengattung Florett, Olympiasiegerin und Weltmeisterin.

## Werdegang
Bei den Olympischen Sommerspielen 2012 in London gewann sie die Silbermedaille im Einzelwettbewerb des Florettfechtens der Frauen. Im Finalgefecht unterlag sie ihrer Landsfrau Elisa Di Francisca; Bronze ging an eine weitere Italienerin, die mehrfache Olympiasiegerin Valentina Vezzali, die im Halbfinalgefecht von Errigo besiegt worden war. Wenige Tage später gewann sie gemeinsam mit Di Francisca, Vezzali und der zum Schluss für Errigo eingewechselten Ersatzfechterin Ilaria Salvatori die Goldmedaille im Mannschaftswettbewerb. Bei den 2021 ausgetragenen Olympischen Spielen 2020 in Tokio gewann sie mit der Mannschaft die Bronzemedaille. Bei den Olympischen Spielen 2024 in Paris gewann sie mit der Mannschaft die Silbermedaille.
Bei den Fechtweltmeisterschaften 2013 in Budapest und 2014 in Kasan wurde Errigo jeweils Weltmeisterin im Einzelwettbewerb des Florettfechtens der Frauen. Ferner erlangte sie bei Weltmeisterschaften folgende Medaillen: Im Einzel 2009 und 2015 Bronze, 2010 und 2023 Silber, in Mannschaftswettbewerben 2009, 2010, 2013, 2014, 2015 und 2023 Gold, 2011 Silber. Zudem gewann sie bei Europameisterschaften insgesamt sechs Goldmedaillen mit der Mannschaft (2009, 2010, 2011, 2012, 2014 und 2022) sowie eine Silbermedaille (2022) und zwei Bronzemedaillen im Einzel (2009 und 2012).
In der Saison 2008/2009 gewann Errigo die Gesamtwertung des Weltcups im Florettfechten der Frauen; dies gelang ihr erneut 2011/2012, 2012/2013 und 2013/2014.
Für die Eröffnungsfeier der Olympischen Sommerspiele 2024 in Paris wurden Errigo und der Hochspringer Gianmarco Tamberi zu Fahnenträgern ihrer Nation ernannt.

## Auszeichnungen
- 2012: Weltmannschaft des Jahres bei der Wahl der Gazzetta dello Sport (gemeinsam mit Elisa Di Francisca, Ilaria Salvatori und Valentina Vezzali)